# Maria Mestre i Montserrat
Maria Mestre i Montserrat és una ambientòloga catalana.

## Biografia
És llicenciada en ciències ambientals i màster en agricultura ecològica. Treballa en projectes d'assessorament, cooperació i recerca en l'àmbit del medi ambient i l'ecologia política a la Fundació ENT. En el camp de la música, ha treballat com a coordinadora de l'Escola de Música Tradicional del Penedès. També és membre fundadora d'El Taulell, Debat i Acció, de l'Arboç, i de l'Ateneu Arbocenc.
De cara les eleccions al Parlament de Catalunya de 2015, va ser candidata de la Candidatura d'Unitat Popular - Crida Constituent a la circumscripció de Tarragona després de ser escollida en primàries. Va repetir a la llista de l'organització per a les eleccions al Parlament de Catalunya de 2017.